# Gymnoschoenus anceps
Gymnoschoenus anceps là loài thực vật có hoa trong họ Cói. Loài này được (R.Br.) C.B.Clarke mô tả khoa học đầu tiên năm 1908.